# El José de las mujeres
El José de las mujeres es una obra de teatro del dramaturgo español Pedro Calderón de la Barca, cuya primera publicación se fecha en 1660.

## Argumento
Ambientada en la ciudad egipcia de Alejandría en el siglo III d. C. La obra toma su título de la historia bíblica del casto José. Ambientada en la ciudad egipcia de Alejandría, narra las peripecias de la dama Eugenia, que por circunstancias se ve disfrazada de apuesto caballero. De tal guisa, la dama Melancia pretende hacerse con sus favores. Ante la negativa de Eugenia, Melancia, en la creencia de que se trata de un hombre, la acusa de violación.

## Personajes
- Eguenia, dama
- Filipo, su padre
- Sergio, su hermano
- Julia, criada
- Capricho, criado
- Eleno, viejo
- El Demonio
- Aurelio, galán
- Cesarino, príncipe
- Melancia, dama
- Flora, criada
- Criados, soldados

## Representaciones contemporáneas
Representada en el Teatro Español en 1980, bajo el título de La dama de Alejandría, con dirección de Carlos Augusto Fernandes e interpretación de Aurora Bautista, Emiliano Redondo, Walter Vidarte, Francisco Merino, Quique Camoiras, Manuel Carlos Lillo, Luisa Armenteros, Charo Soriano, Queta Ariel, Juan Jesús Valverde y Roberto Rodríguez.